# Обертальне магнітне поле

Послідовність обертання на основі трьох магнітів

Обертальне магнітне поле  — магнітне поле, вектор магнітної індукції якого, не змінюючись за модулем, обертається з постійною кутовою швидкістю. Таким полем називають і магнітні поля магнітів, які обертаються відносно осі, що не збігається з їх віссю симетрії (наприклад, магнітні поля зірок або планет).
Явище обертального магнітного поля спостерігається при роботі асинхронних електродвигунів та електричних генераторів.

## Історія спостережень
У 1824 році французький фізик Франсуа Араго сформулював існування обертових магнітних полів за допомогою обертового мідного диска та голки. Дане явище було назване як обертання Араго. Англійські експериментатори Чарльз Беббідж та Джон Гершель виявили, що можна викликати обертання в мідному диску Араго, розмістивши під ним підковоподібний магніт. Пізніше досліди було повторено вченим Майклом Фарадеєм, описуючи ефект електромагнітної індукції. У 1879 році англійський фізик Вальтер Байлі замінив підковоподібні магніти чотирма електромагнітами, роботу яких контролював в ручному режимі, продемонструвавши асинхронний двигун.
Практичне застосування обертального магнітного поля в двигуні змінного струму відносять до наукової діяльності італійського фізика та інженера-електрика Галілео Ферраріса та сербсько-американського винахідника й інженера-електрика Ніколи Тесли. Вважається, що обидва дослідники дослідили явище обертального магнітного поля з ідеєю його практичного застосування у 1880-х роках незалежно один від одного.

## Опис
Магнітне поле, що симетрично обертається по осі, може бути отримано за допомогою двох полярних котушок, які приводяться в рух при 90° фазі. Найбільш поширеними у здобуванні такого магнітного поля є набір з трьох котушок, оскільки він сумісний з симетричною 3-фазною синусоїдальною променевою системою. Три котушки керуються кожним набором, що рухається на 120° у фазі від інших.

Синусоїдальний струм у кожній з трьох стаціонарних котушок виробляє три змінні магнітні поля, перпендикулярні до осі обертання, які створюють одне обертове магнітне поле.

Рух 3-фазного магнітного поля вказано чорною стрілою

Результатом додавання трьох 120° фазних синусоїдальних хвиль на осі двигуна є єдиний обертовий вектор, який завжди залишається постійним за величиною. Ротор має постійне магнітне поле. N полюс ротора буде рухатися у напрямку S полюса магнітного поля статора, і навпаки. Це магнітно-механічне притягнення створює силу, яка керує ротором, щоб синхронно здійснювати обертання магнітного поля.